# 플래툰 (잡지)
플래툰(Platoon)는 1995년 1월에 창간된 대한민국의 군사 전문 월간지이다. 

## 상세
주로 군사와 밀리터리, 화기 관련 제품 등을 전하고 있다. 1995년에 격월간을 시작하였고, 1996년에 월간지를 바뀌었다. 월 25일에 잡지를 발간하고 있다. 2003년에 통산 100호와 2012년 2월에 통산 200호를 달성했다.
플래툰 컨벤션이라는 밀리터리 에어소프트 페어를 1년 주기로 개최한다.

## 같이 보기
- 밀리터리
- 밀리터리 패션
- 무기